# La Nava de Santiago
La Nava de Santiago è un comune spagnolo di 1 142 abitanti situato nella comunità autonoma dell'Estremadura.